# バック・トゥ・ザ・アウトバック 〜めざせ! 母なる大地〜
『バック・トゥ・ザ・アウトバック 〜めざせ! 母なる大地〜』（原題：Back to the Outback）は、ハリー・クリップスとクレア・ナイト監督・脚本による2021年のアメリカ合衆国のアニメ映画。声の出演はアイラ・フィッシャー、ティム・ミンチン、エリック・バナ、ガイ・ピアース、ミランダ・タプセル、アンガス・イムリー、キース・アーバン、ジャッキー・ウィーヴァー。映画は2021年12月10日にNetflixで配信された。

## キャスト
- マディ - アイラ・フィッシャー
- プリティ・ボーイ - ティム・ミンチン
- フランク - ガイ・ピアース
- ゾーイ - ミランダ・タプセル
- ナイジェル - アンガス・イムリー
- ダグ - キース・アーバン
- ジャッキー - ジャッキー・ウィーヴァー
- チャズ - エリック・バナ
- チャジー - ディーゼル・ラ・トラカ
- スーザン - カイリー・ミノーグ
- ジャシンタ - レイチェル・ハウス
- レッグス - アイスリン・デルベス
- デイブ - ラクラン・パワー
- クライヴ - アーロン・ペターゼン
- スカイラー - セレステ・バーバー
- ドリーン - ジーヤ・カリディス

## 評価
レビュー・アグリゲーターのRotten Tomatoesでは17件のレビューで支持率は82%、平均点は6.10/10となった。Metacriticでは5件のレビューを基に加重平均値が58/100となった。